# Krobonosz-Kolonia
Krobonosz-Kolonia (prononciation : [krɔˈbɔnɔʂ kɔˈlɔɲa]) est un village polonais de la gmina de Sawin dans le powiat de Chełm de la voïvodie de Lublin dans l'est de la Pologne.
Le village comptait approximativement une population de 52 habitants en 2006.

## Histoire
De 1975 à 1998, le village est attaché administrativement à la voïvodie de Chełm.

Depuis 1999, il fait partie de la voïvodie de Lublin.